# 95 thèses
La Dispute sur la puissance des indulgences (en latin : Disputatio pro declaratione virtutis indulgentiarum), plus connue sous le nom de 95 thèses, est une liste de propositions rédigée par Martin Luther. Ce texte est à l'origine de la Réforme protestante dans le Saint-Empire romain germanique. Le document aurait été placardé à la porte de l'église de la Toussaint à Wittemberg (aujourd'hui en Saxe-Anhalt) le 31 octobre 1517. Si l'authenticité du document n'est pas contestée, la réalité de l'événement lui-même fait aujourd'hui l'objet de débats parmi les historiens. La date n'a pas été choisie au hasard, le 31 octobre étant la veille de la Toussaint : une large foule de fidèles devait venir le lendemain pour vénérer les reliques et diminuer le temps à passer au purgatoire. C'était pour Luther la garantie d'une diffusion aussi grande que possible de ses idées.

## Contenu des thèses
Les 95 thèses portent principalement sur l'une des questions clés pour Luther : la pratique grandissante de la vente des indulgences par l'Église catholique, autorisée par le pape Léon X pour financer la construction de la basilique Saint-Pierre de Rome. La rédaction du document aurait principalement été inspirée par les abus du moine dominicain Johann Tetzel, avec lequel Luther entretiendra une controverse au cours de l'année 1518. Le titre originel des 95 thèses est Martini Lutheri disputatio pro declaratione virtutis indulgentiarum.

## Diffusion et conséquences

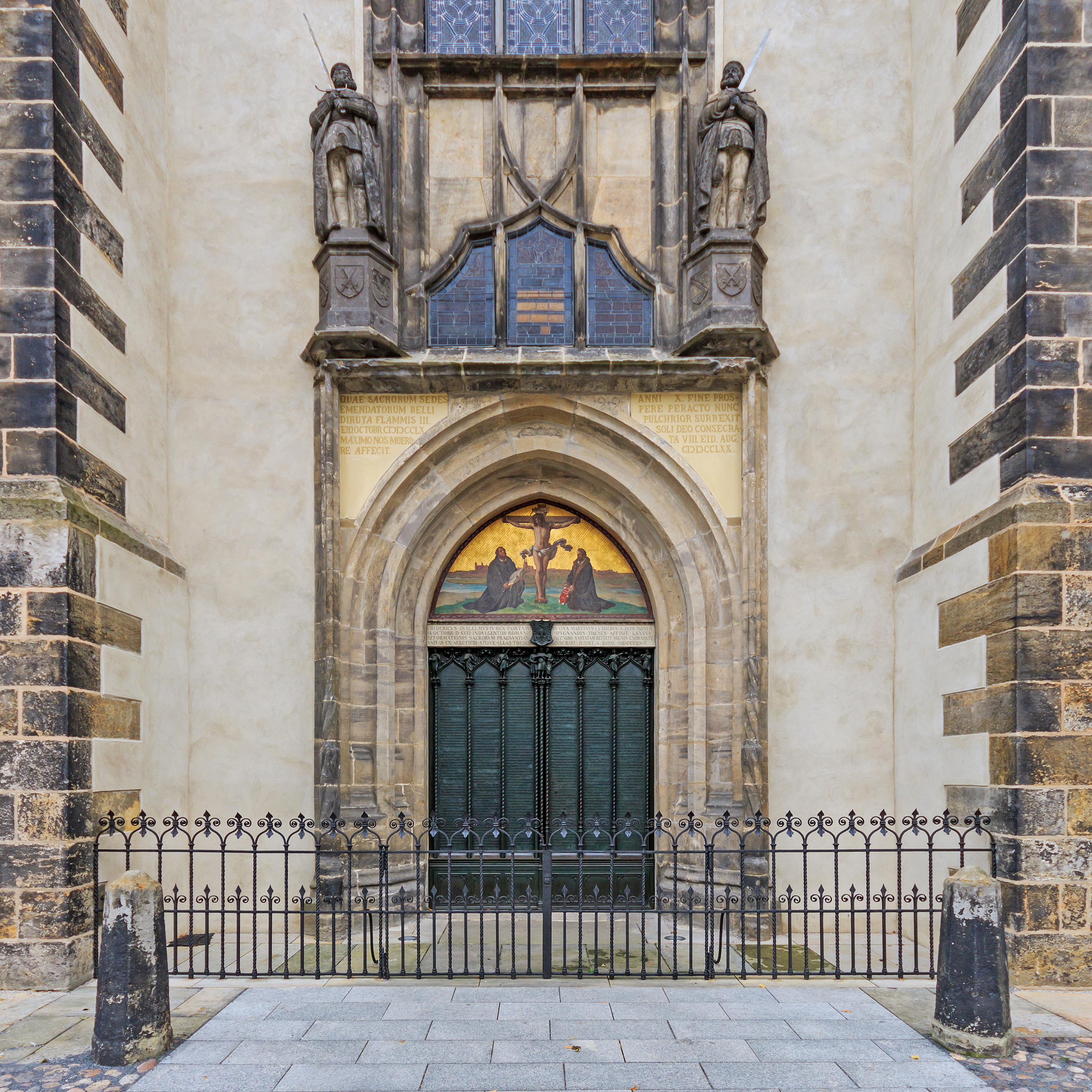
Portail de l'église de la Toussaint à Wittemberg.

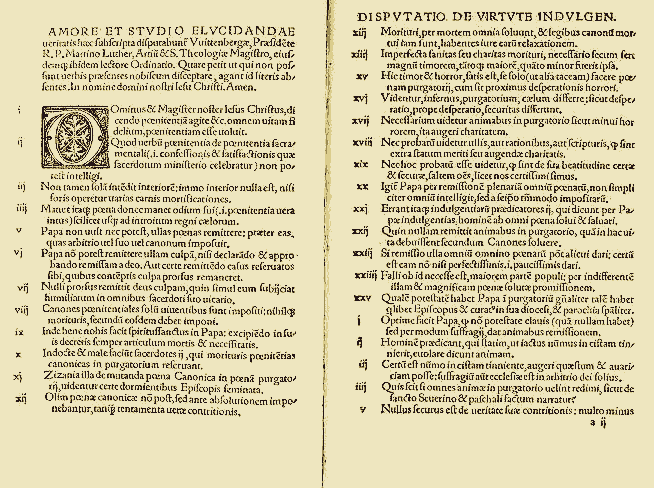
Fac-similé des 95 thèses.

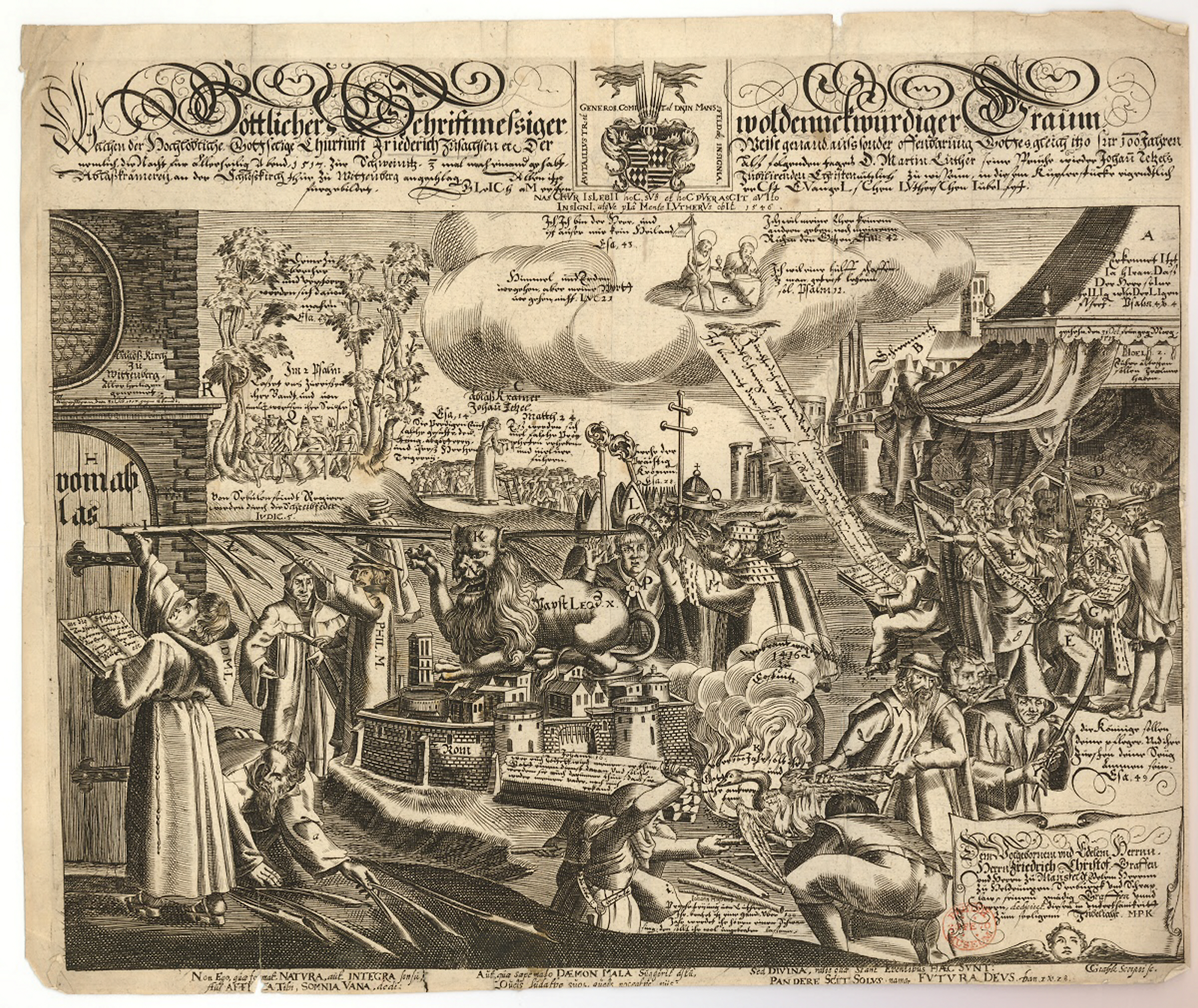
Gravure du centenaire de la Réforme allemande illustrée par le rêve prophétique de Frédéric III de Saxe sur l'affichage des 95 thèses à Wittemberg. À gauche Martin Luther écrit sur une porte d'église avec une grande plume dont la pointe traverse les oreilles d'un lion, faisant tomber la tiare du pape Léon.
La gravure porte un titre en allemand et en latin, et incorpore beaucoup de texte, dont des citations de la Bible et l'identification des personnages importants.

Luther a rédigé ses 95 thèses comme support pour un débat, une dispute théologique, une pratique courante à l'époque. Conçues pour être diffusées dans un cercle restreint de théologiens, leur succès aurait surpris Luther lui-même. Si l'affichage sur la porte de l'église de Wittemberg n'est pas certain, il est en revanche acquis que Luther en a fait parvenir des copies à des amis et dignitaires religieux dont l'archevêque-prince-électeur de Mayence Albert de Brandebourg.
Les 95 thèses sont ensuite imprimées en grande quantité et largement diffusées. Devant leur retentissement, les autorités religieuses hésitent cependant à condamner Luther. Ce dernier continue de débattre avec les théologiens défendant la position de Rome comme Johann Eck lors de la fameuse Disputatio de Leipzig en 1519.
Par la bulle Exsurge Domine du 15 juin 1520, le pape Léon X demande à Luther de retirer 41 « erreurs » qui s'opposent à la doctrine officielle dans un délai de 60 jours et qu'il condamne comme hérétiques. Luther entre alors ouvertement en conflit avec l'Église. Il brûle publiquement la bulle en décembre. Il est excommunié au début de l'année suivante.

## Débat sur l'authenticité du document
L'affichage des 95 thèses à la porte de l'église de Wittemberg est mentionné pour la première fois par Philippe Mélanchthon, plus de vingt ans après. Mélanchthon, arrivé en 1518 à Wittemberg n'a cependant pas pu être témoin de l'événement.
Devant l'absence de témoignages contemporains, l'historien Erwin Iserloh (de) lance la controverse en 1961 en concluant que l'événement n'a jamais eu lieu. D'autres comme Heinrich Bornkamm (de) et Kurt Aland considèrent la pratique suffisamment courante à l'époque pour qu'il ait été logique pour Luther d'afficher ses 95 thèses sur la porte de l'église.

## Commémoration
Le 31 octobre, anniversaire des 95 thèses de Luther, est célébré particulièrement par les communautés protestantes luthériennes et certaines églises réformées sous le nom de fête de la Réformation.
La date de 1517 symbolise les débuts de la Réforme protestante. Une commémoration de la publication des 95 thèses de Luther a eu lieu en 2017, à l'occasion du cinq-centième anniversaire de l'événement. Le pape François a participé à une cérémonie le 31 octobre 2016 en Suède pour lancer le 500e anniversaire de la Réforme de Martin Luther. La commémoration a eu lieu dans les villes de Lund et Malmö.
À l’automne 2016, des responsables protestants et catholiques allemands ont fait un même pèlerinage vers Israël et la Palestine pour retrouver les racines de leur foi commune. Ce pèlerinage a été suivi, en mars 2017, d’un service commun de pénitence et de réconciliation célébré par l’Église protestante et l’Église catholique d’Allemagne. Le 31 octobre 2017, jour anniversaire de la publication des 95 thèses, une cérémonie officielle a été célébrée à Wittenberg.